# Barbara Shermund
Barbara Shermund (San Francisco, 26 de junio de 1899-Municipio de Middletown, 9 de septiembre de 1978) fue una ilustradora, pintora y humorista gráfica estadounidense cuyo trabajo apareció en The New Yorker desde su primer año en 1925. Fue una de las tres primeras mujeres dibujantes admitidas en la Sociedad Nacional de Dibujantes de los Estados Unidos en 1950.

## Primeros años y educación
Barbara Shermund nació en San Francisco el 26 de junio de 1899. Su padre, Henry Shermund, era arquitecto y su madre, Fredda Cool, era escultora. El talento de Shermund surgió muy temprano en su vida y sus padres la animaron a seguir su pasión. Asistió a la Escuela de Bellas Artes de California y estudió pintura y grabado. Su primera obra de arte se publicó cuando tenía nueve años en la página infantil del San Francisco Chronicle bajo el título On the farm. En 1911, publicó un cuento para un concurso de escritura en The San Francisco Call. Se mudó al estado de Nueva York en 1925 después de la muerte de su madre a causa de la gripe española. Inicialmente se quedó con amigos, ya sea en la ciudad de Nueva York o en Woodstock. Cuando su padre se volvió a casar, fue con una mujer ocho años menor que ella.

## Carrera como ilustradora
Shermund comenzó su carrera en Nueva York creando ilustraciones puntuales. Su primera caricatura apareció en enero de 1926. Creó portadas, ilustraciones y caricaturas para Esquire, Life y Collier's.

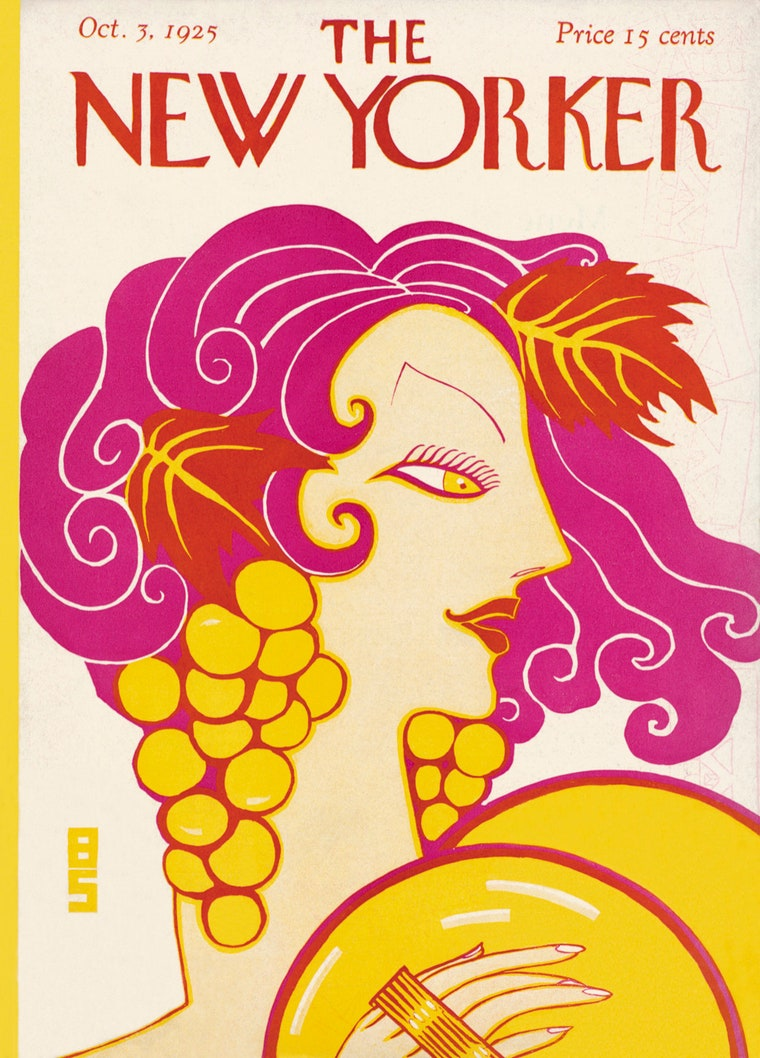
Edición de The New Yorker del 3 de octubre de 1925, ilustrada por Shermund.

En febrero de 1925, Harold Ross lanzó The New Yorker como una revista humorística centrada en Manhattan. Shermund proporcionó una portada en junio y en octubre y se convirtió en colaboradora frecuente. Publicó más de 600 de sus caricaturas en The New Yorker y también contribuyó con nueve ilustraciones de portada para la revista. Shermund escribió sus propios subtítulos debajo de sus caricaturas. Sus creaciones eran satíricas y, a menudo, tenían un tono feminista y conmovedor que reflejaba la visión de la Nueva Mujer de principios del siglo XX. Una caricatura mostraba a dos hombres sentados junto al fuego con la leyenda «Well, I guess women are just human beings after all» («Bueno, supongo que las mujeres son solo seres humanos, después de todo»).
La formación clásica de Shermund caracterizó su estilo. Sus caricaturas se pueden identificar por sus líneas gruesas y sueltas. Usó lápiz y pincel y dibujó un primer borrador en papel grueso de acuarela de 24 x 36 pulgadas. A diferencia de otros artistas, Shermund no tenía un estudio de dibujo y solía dibujar en la mesa de la cocina. El trabajo de Shermund evolucionó junto con la revista. En la década de 1930, su estilo comenzó a cambiar. Su fuerte voz femenina se modificó a medida que evolucionaba la revista. En la década de 1940, sus caricaturas eran estilizadas y menos realistas, con subtítulos menos conmovedores. De 1944 a 1957, Shermund produjo «Shermund's Sallies», un panel de dibujos animados sindicado para Pictorial Review, la sección de arte y entretenimiento de los numerosos periódicos dominicales de Hearst. Shermund, Hilda Terry y Edwina Dumm fueron las primeras tres mujeres dibujantes que ingresaron en la Sociedad Nacional de Dibujantes de los Estados Unidos en 1950. Shermund siguió dibujando en su casa de Sea Bright, Nueva Jersey, hasta poco antes de su muerte.

## Muerte y legado
Shermund murió en un hogar de ancianos en el Municipio de Middletown, Nueva Jersey en 1978 después de perder contacto con su familia. Treinta y cinco años después, cuando su sobrina buscó el lugar del entierro de Shermund, se sorprendió al descubrir que las cenizas de Shermund permanecían en un asilo de ancianos. En 2018, su sobrina ayudó a financiar colectivamente el entierro de las cenizas de Shermund y la erección de una lápida. En 2022, The New York Times publicó un obituario tardío de Shermund.